# Zanzibar Football Federation

Ehemaliges Logo des Verbandes

Die Zanzibar Football Federation (ZFF), für viele Jahre Zanzibar Football Association (ZFA), ist der Dachverband des Fußballs auf Sansibar, einem der zwei autonomen Teilstaaten Tansanias.
Der Verband ist seit 2000 Mitglied  des Council for East and Central Africa Football Associations (CECAFA) und ist assoziiertes Mitglied der Confédération Africaine de Football (CAF). Sie will auch seit 2005 die Aufnahme in die FIFA erreichen. Zuletzt wird der Wunsch, nach zwei Absagen 2005 und 2011, seit 2017 wieder verfolgt. Der Verband ist Mitglied der Confederation of Independent Football Associations (CONIFA).

## Geschichte
Sansibar hat eine der ältesten Fußballtraditionen Afrikas. Bereits 1926 wurde der Verband gegründet. Zu diesem Zeitpunkt war Sansibar noch eine britische Kolonie, allerdings indirekt regiert durch den Sultan von Sansibar. Nach der sozialistischen Revolution 1963 und der endgültigen Unabhängigkeitserklärung von der Britischen Krone 1964 entstand der Staat Tansania aus dem Zusammenschluss von Tanganyika und Sansibar.
Über viele Jahrzehnte versuchte der Verband Mitglied in der Confédération Africaine de Football zu werden. Im März 2017 wurden sie unter dem CAF-Präsidenten Issa Hayatou als 55. Mitglied aufgenommen. Dies wurde wenige Monate später durch Hayatous Nachfolger Ahmad Ahmad rückgängig gemacht.

## Nationalmannschaft
Der Verband stellt mit der sansibarischen Fußballnationalmannschaft und der sansibarischen Fußballnationalmannschaft der Frauen eine eigene Nationalmannschaft auf. Zudem sind die Spieler in der gemeinsamen tansanischen Fußballnationalmannschaft spielberechtigt, jedoch nicht in der tansanischen Fußballnationalmannschaft des Festlandes.

## Wettbewerbe
- Zanzibar Premier League